# كارين باكوس
كارين باكوس (بالإنجليزية: Kearyn Baccus)‏ مواليد 5 سبتمبر 1991م في ديربان، هو لاعب كرة قدم أسترالي يلعب مع نادي وسترن سيدني واندررز لكرة القدم كلاعب وسط.

## مرحلة الشباب

### أندية لعب لها
- سيدني إف سي
- نادي لومان

## المسيرة الاحترافية

### أندية لعب لها
- نادي لومان
- نادي برث غلوري لكرة القدم
- نادي وسترن سيدني واندررز لكرة القدم

## روابط خارجية
- كارين باكوس على موقع الاتحاد الدولي (مؤرشف)  (الإنجليزية)
- كارين باكوس على موقع قاعدة بيانات كرة القدم.إي يو (الإنجليزية)
- كارين باكوس على موقع Soccerway.com (الإنجليزية)